# Beat (album)
Beat este un album al trupei Britanice de rock King Crimson, lansat în 1982. 

## Tracklist
1. "Neal and Jack and Me" (4:22)
2. "Heartbeat" (3:54)
3. "Sartori in Tangier" (3:54)
4. "Waiting Man" (4:27)
5. "Neurotica" (4:48)
6. "Two Hands" (versuri: A. Belew și Margaret Belew; muzica: A. Belew, Bruford, Fripp și Levin) (3:23)
7. "The Howler" (4:13)
8. "Requiem" (6:48)

- Toate cântecele au fost scrise de Adrian Belew (versuri și muzică) și Bill Bruford, Robert Fripp și Tony Levin (muzică) cu excepția celor notate.

## Single
- "Heartbeat" (1982)

## Componență
- Robert Fripp - chitară, orgă, Frippertronice
- Adrian Belew - chitară, voce
- Tony Levin - chitară bas, Chapman stick, voce
- Bill Bruford - baterie